# Присеймівська сільська рада
Присеймівська сільська́ ра́да — колишній орган місцевого самоврядування в Конотопському районі Сумської області. Адміністративний центр — село Присеймів'я.

## Загальні відомості
- Населення ради: 984 особи (станом на 2001 рік)

## Населені пункти
Сільській раді підпорядковані населені пункти:
- с. Присеймів'я
- с-ще Залізничне
- с. Калишенкове
- с. Мар'янівка
- с. Нове
- с. Озаричі
- с. Чорноплатове

## Склад ради
Рада складається з 12 депутатів та голови.
- Голова ради: Дойнеко Ніна Вікторівна
- Секретар ради: Подобрій Ольга Олексіївна

### Керівний склад попередніх скликань
| Прізвище, ім'я, по батькові | Основні відомості                                                                       | Дата обрання | Дата звільнення |
| --------------------------- | --------------------------------------------------------------------------------------- | ------------ | --------------- |
| Лузан Катерина Петрівна     | Сільський голова, 1959 року народження                                                  | 26.03.2006   | 31.10.2010      |
| Дойнеко Ніна Вікторівна     | Сільський голова, 1965 року народження, освіта середня спеціальна, член Партії регіонів | 31.10.2010   |                 |

Примітка: таблиця складена за даними сайту Верховної Ради України